# Meco Monardo
Meco Monardo, geboren als Domenico Monardo, ook wel Meco genoemd, (Johnsonburg, 29 november 1939) is een Amerikaanse muziekproducent en muzikant (trombone).

## Carrière
Het eerste onderricht op de trombone kreeg hij van zijn vader. Gezien zijn zo verworven vaardigheden werd hij lid van de schoolband van zijn highschool. Later formeerde hij zijn eigen dixieland-band en na het behalen van zijn diploma in 1957 won hij een studiebeurs aan de Eastman School of Music. Tijdens het vervullen van zijn militaire dienstplicht aan de United States Military Academy in West Point speelde hij in de kadettenband en leerde hij de grondbeginselen van het arrangeren van een sergeant. Na het einde van zijn diensttijd verhuisde Meco naar New York, waar hij op voorspraak van zijn vriend Chuck Mangione lid werd van het blazersensemble van Kai Winding. Na ruim negen jaar als muzikant werkte hij in 1974 voor de eerste keer als muziekproducent voor discomuziek. Na ruim tien verdere jaren in de muziekbusiness trok hij zich in 1985 terug in het privéleven. Zo nu en dan werkte hij als handelsagent in Florida.
Zijn bekendste werk is zijn disco-versie van het Star Wars-theme uit zijn album Star Wars and Other Galactic Funk. Zowel het album als ook de single werden in de Verenigde Staten onderscheiden met platina. De single plaatste zich in oktober 1977 op de toppositie van de Billboard Hot 100. Andere discohits waren Themes from The Wizard of Oz: Over the Rainbow / We're Off to See the Wizard (1978), Star Trek Medley (1979) en Love Theme from Superman (1979). Zijn laatste hit in de Billboard Hot 100 had hij in 1983 met Ewok Celebration, die berustte op de muziek van de film Return of the Jedi.
Tijdens de jaren 1970 verdiende Meco zijn geld bovendien met het arrangeren van productiemuziek. Tot zijn bekendste opdrachten telde de muziek voor een reclamespot met Neil Diamond voor Coca-Cola. Bovendien was hij betrokken als co-producent bij geluidsopnamen van succesvolle nummers als Never Can Say Goodbye (1974) van Gloria Gaynor en Doctor's Orders van Carol Douglas.

## Discografie

### Singles
- 1977: Topsy
- 1977:	Star Wars Theme / Cantina Band
- 1978: Themes from the Wizard of Oz
- 1978:	Theme from Close Encounters
- 1979: Devil Delight
- 1979: Main Title Theme from Superman
- 1980: Theme from Star Trek
- 1980:	Empire Strikes Back (medley)
- 1980:	Love Theme from Shōgun (Mariko's Theme)
- 1980:	What Can You Get a Wookiee for Christmas (When He Already Owns a Comb?)
- 1981: Blue Moon
- 1981: The Raiders March (uit de film Raiders of the Lost Ark)
- 1982: Big Band Medley
- 1982:	Pop Goes the Movies (Part 1)
- 1983: Sleigh Ride
- 1983: Star Wars Title Theme
- 1983:	Ewok Celebration
- 1984: Anything Goes

### Albums
- 1977:	Star Wars & Other Galactic Funk
- 1978:	Encounters of Every Kind
- 1978:	The Wizard of Oz
- 1979: Moondancer (Casablanca Records)
- 1979: Superman and Other Galactic Heroes (Casablanca Records)
- 1980: Christmas in the Stars: Star Wars Christmas Album
- 1980: Music from Star Trek and the Black Hole (Casablanca Records)
- 1980:	Plays Music from The Empire Strikes Back
- 1981: Impressions of an American Werewolf in London (Casablanca Records)
- 1982: Swingtime’s Greatest Hits (Arista Records)
- 1982:	Pop Goes the Movies
- 1983: Ewok Celebration (Arista Records)
- 1983: Hooked on Instrumentals (K-tel International)

### Compilaties
- 1980: Across the Galaxy (RCA Records)
- 1997: The Best of Meco (Mercury Records)
- 2000: Dance Your Asteroids Off: The Complete Star Wars Collection (Mecoman)
- 2005: Music Inspired by Star Wars (DM)
- 2010: Meco Presents Camouflage / Showdown (met Camouflage en Showdown (Funky Town Grooves)

- Biblioteca Nacional de España: XX875557
- Gemeinsame Normdatei: 139628045
- International Standard Name Identifier: 0000 0000 7141 173X
- Library of Congress Control Number: n92104945
- MusicBrainz: 420f0b7c-29da-45f5-a365-fce07fb59c25
- Nationale Bibliotheek van Israël: 987012622499005171
- Virtual International Authority File: 63209920
- WorldCat: E39PBJxxcx3Rtqj83hCQwty8G3